# Rüstəm Orucov
Rüstəm Orucov (Irkutsk, 4 ottobre 1991) è un judoka azero vincitore della medaglia d'argento nella categoria 73 kg ai Giochi olimpici di Rio de Janeiro 2016.

## Palmarès
- Giochi olimpici

Rio de Janeiro 2016: argento nei 73 kg.
- Mondiali

Budapest 2017: argento nei 73 kg.
Tokyo 2019: argento nei 73 kg.
- Giochi europei

Minsk 2019: argento nei 73 kg.
- Europei

Kazan' 2016: oro nei 73 kg e bronzo nella gara a squadre.
Varsavia 2017: bronzo nei 73 kg.
Praga 2020: bronzo nei 73 kg.

### Vittorie nel circuito IJF
| Data              | Località | Paese       | Categoria     |
| ----------------- | -------- | ----------- | ------------- |
| 5 maggio 2012     | Baku     | Azerbaigian | Gran Prix     |
| 4 maggio 2013     | Baku     | Azerbaigian | Gran Slam     |
| 21 marzo 2015     | Tbilisi  | Georgia     | Gran Prix     |
| 28 marzo 2015     | Samsun   | Turchia     | Gran Prix     |
| 9 maggio 2015     | Baku     | Azerbaigian | Gran Slam     |
| 23 gennaio 2016   | L'Avana  | Cuba        | Gran Prix     |
| 30 settembre 2017 | Zagabria | Croazia     | Gran Prix     |
| 15 dicembre 2018  | Canton   | Cina        | World Masters |
| 24 ottobre 2020   | Budapest | Ungheria    | Grand Slam    |